# Sigillo
Sigillo là một đô thị ở Tỉnh Perugia trong vùng Umbria, có khoảng cách khoảng 35 km về phía đông bắc của Perugia. Tại thời điểm ngày 31 tháng 12 năm 2004, đô thị này có dân số 2.483 người và diện tích là 26,3 km².
Đô thị Sigillo có các frazioni (các đơn vị cấp dưới, chủ yếu là các làng) Fontemaggio, Val di Ranco, và Villa Scirca.
Sigillo giáp các đô thị: Costacciaro, Fabriano, Fossato di Vico, Gubbio.